# فهرست هنرمندان رودرانر رکوردز

## هنرمندان رودرانر رکوردز

### هنرمندان کنونی
| گروه                  | اهل کشور            | توضیح                                 |
| --------------------- | ------------------- | ------------------------------------- |
| آلتر بریج             | ایالات متحده آمریکا | (به استثنای آمریکای شمالی)            |
| اونجد سون‌فولد         | ایالات متحده آمریکا | (بریتانیا و اروپا)                    |
| کاوالرا کنسپیریسی     | برزیل               |                                       |
| درگون‌فورس             | بریتانیا            | (آمریکا، استرالیا، فرانسه و بریتانیا) |
| دریم تیتر             | ایالات متحده آمریکا |                                       |
| گوژیرا                | فرانسه              |                                       |
| کیلسوئیچ انگیج        | ایالات متحده آمریکا |                                       |
| کیس                   | بریتانیا            | (بریتانیا و اروپا)                    |
| کورن                  | ایالات متحده آمریکا |                                       |
| لمب آو گاد            | ایالات متحده آمریکا | (به استثنای آمریکای شمالی)            |
| لینرد اسکینرد         | ایالات متحده آمریکا |                                       |
| مشین هد               | ایالات متحده آمریکا |                                       |
| مستودون               | ایالات متحده آمریکا | (به استثنای آمریکای شمالی)            |
| ماتلی کرو             | ایالات متحده آمریکا |                                       |
| مردر دالز             | ایالات متحده آمریکا |                                       |
| نیکل‌بک                | کانادا              | (به استثنای کانادا)                   |
| نایت‌ویش               | فنلاند              | (ایالات متحده)                        |
| اپث                   | سوئد                |                                       |
| رت (گروه موسیقی)      | ایالات متحده آمریکا |                                       |
| راش (گروه موسیقی)     | کانادا              | (به استثنای کانادا)                   |
| راب زامبی             | ایالات متحده آمریکا |                                       |
| اسلش                  | بریتانیا            |                                       |
| اسلیپ‌نات              | ایالات متحده آمریکا | (به استثنای اسکاندیناوی)              |
| سول‌فلای               | برزیل               |                                       |
| استیند                | ایالات متحده آمریکا | (به استثنای ایالات متحده)             |
| استون ساور            | ایالات متحده آمریکا |                                       |
| تریوییم (گروه موسیقی) | ایالات متحده آمریکا |                                       |

### هنرمندان پیشین
| گروه           | اهل کشور            | توضیح       |
| -------------- | ------------------- | ----------- |
| آنیهیلیتور     | کانادا              | (۱۹۸۹-۱۹۹۴) |
| دث             | ایالات متحده آمریکا |             |
| دیساید         | ایالات متحده آمریکا |             |
| درای کیل لاجیک | ایالات متحده آمریکا |             |
| دویل‌درایور     | ایالات متحده آمریکا |             |
| ایل نینیو      | ایالات متحده آمریکا |             |
| هیت‌برید        | ایالات متحده آمریکا |             |
| کینگ دایموند   | دانمارک             | (۱۹۸۹-۱۹۹۵) |
| مگادث          | ایالات متحده آمریکا | (۲۰۰۶-۲۰۱۳) |
| متالیکا        | ایالات متحده آمریکا | (هلند)      |
| نیل‌بامب        | برزیل               |             |
| سپولترا        | برزیل               | (۱۹۸۸-۲۰۰۲) |
| اسپاین‌شنک      | ایالات متحده آمریکا | (۱۹۹۸-۲۰۰۴) |